# Губцево (Владимирская область)
Гу́бцево — село в Гусь-Хрустальном районе Владимирской области России, входит в состав муниципального образования «Посёлок Красное Эхо».

## География
Село расположено в 25 км на юго-восток от центра поселения посёлка Красное Эхо и в 27 км на северо-восток от Гусь-Хрустального.

## История
До 1764 года село Губцево принадлежало Московскому Чудову монастырю. Чудов монастырь в 1541-42 г. получил от старца Семена Ярца сельцо Губцево, в 1556-57 г. от Василия Елизаровича Тетерина и Ивана Ростовцева село Старое Губцево (Зюзино), по духовной Дмитрия Нармацкого 1562-63 г. село Вежки с деревнями  В 1565-66 г. были получены 2 деревни от Савина Торопова и сельцо Селимово во Владимирском уезде от Семена Аргамакова (Две жалованные грамоты Чудову монастырю (XVI в.))
По преданию, занесенному в местную церковную летопись, церковь села Губцева находилась на другом месте — между селом и деревней Першковой — и посвящена была святому мученику Леонтию. В переписных книгах монастырских и церковных земель Владимирского уезда 1637-47 годов отмечено, что в селе Губцеве церковь уже во имя святой великомученицы Параскевы с приделом Алексея, митрополита Московского, древяна, при церкви священник и просвирня; в селе двор монастырский, 5 дворов детенышей монастырских и 8 дворов крестьянских. В 1720 году вышеназванная церковь в Губцеве обветшала, поэтому вместо неё построена была новая деревянная церковь также во имя святой великомученицы Параскевы. В 1848 году вместо деревянной церкви начата постройка каменного храма; трапеза была освящена в 1849 году, а работы по устройству главного храма затянулись до 1872 года. В 1891 году в трапезе был устроен другой придел. Таким образом, в храме три престола: главный — во имя святой великомученицы Параскевы, в трапезе — во имя святого и чудотворного Николая и во имя святого Иоанна Предтечи.
В XIX и первой четверти XX века село входило в состав Давыдовской волости Меленковского уезда. Население (1859) — 516 чел.
В годы Советской власти до 1998 года село входило в состав Семеновского сельсовета.

## Население
| 1859 | 1897 | 1926 |
| ---- | ---- | ---- |
| 516  | 614  | 882  |

| 1859 | 1897 | 1905 | 1926 | 2002 | 2010 | 2021 |
| ---- | ---- | ---- | ---- | ---- | ---- | ---- |
| 516  | ↗614 | ↗718 | ↗882 | ↘74  | ↘53  | ↗65  |

## Достопримечательности
В селе находится действующая Церковь Параскевы Пятницы (1848—1849).